# دوشنوک
دوشنوک (به مجاری:  Dusnok) یک شهرداری در مجارستان است که در ناحیه کالوچا واقع شده‌است. دوشنوک ۵۷٫۴۷ کیلومتر مربع مساحت و ۳٬۳۹۶ نفر جمعیت دارد.